# 畠山景広
畠山 景広（はたけやま かげひろ）は、安土桃山時代から江戸時代前期にかけての武士。上杉氏の家臣。

## 略歴
畠山義春の長男として誕生。母は長尾政景の娘。
弟・長員、義真らは一旦上杉家を離れるが、景広は上杉景勝に仕え続けて米沢藩の一門衆・重臣となったとも言われる。ただし『上杉家御年譜』では、景広は多病にて父と共に京に幽居とあり、長男・外記政利が一門衆として記録に見える。